# Anna Christie (peça teatral)
Anna Christie é uma peça de teatro do dramaturgo norte-americano e Prémio Nobel Eugene O'Neill. Teve estreia na Broadway no Vanderbilt Theatre a 2 de Novembro de 1921, tendo ganho o Prémio Pulitzer de Teatro de 1922.
A primeira versão da peça por O'Neill ocorreu em janeiro de 1919, e intitulava-se Chris Christopherson e foi representada como Chris em testes nos arredores de Nova Iorque. O'Neill entretanto reviu a peça radicalmente, transfigurando a filha do capitão da barcaça, Anna, que em vez de donzela pura que precisa de proteção, passa a ser uma prostituta que encontra na labuta do mar a mudança de vida e o amor.
Alexander Woollcott no New York Times considerou-a "uma peça singularmente cativante" e aconselhou que "todos os amantes de teatro adultos deveriam anotar nas suas agendas o nome de Anna Christie como uma das peças a que deveriam assistir."

## Resumo da trama
Anna Christie é a história de uma mulher que abandonara a prostituição e fica apaixonada, mas passa por dificuldades quando tenta recompor a sua vida.
Personagens
- Anna Christopherson — filha de Chris
- Johnny, sacerdote
- Dois estivadores
- Um carteiro
- Larry — barman
- Chris C. Christopherson — comandante da barcaça Simeon Winthrop
- Marthy Owen
- Mat Burke — fogueiro
- Johnson — marinheiro

### Acto I
O primeiro acto tem lugar num bar propriedade de Johnny, e que tenm Larry como o barman. O velho capitão de uma barcaça de carvão, Chris, recebe uma carta da sua filha, uma jovem que ele não via desde que ela tinha 5 anos de idade e a sua família vivia na Suécia. Encontram-se no bar e ela concorda em ir na barcaça de carvão com ele. O restante da peça tem lugar na barcaça.

### Acto II
A tripulação da barcaça resgata Mat Burke e quatro outros homens que estavam numa pequena canoa após um naufrágio. Apesar de não se darem bem inicialmente, Mat e Anna apaixonam-se um pelo outro.

### Acto III
Confronto entre Anna, Chris e Mat. Mat quer casar-se com Anna, Chris não quer que ela se case com nenhum marinheiro e Anna não quer que nenhum deles pense que pode decidir pela vida dela. Ela diz-lhes a verdade sobre a sua vida: foi violada quando vivia com os parentes da mãe numa quinta no Minnesota, e mais tarde tornou-se numa prostituta, após algum tempo ter trabalhado como ajudante de enfermeira. Mat fica furioso e sai com Chris.

### Acto IV
Mat e Chris regressam. Anna perdoa Chris por não a ter acompanhado na sua infância, e depois de um confronto dramático, Mat perdoa a Anna com a promessa dela de deixar a prostituição e Chris aceita o casamento deles. Acontece que Chris e Mat foram ambos recrutados pelo mesmo navio que vai em viagem mercantil à África do Sul, no dia seguinte, mas prometem voltar para Anna após a viagem.

## Encenações
- 1921: Anna Christie teve a sua estreia na Broadway no Vanderbilt Theatre a 2 de Novembro de 1921, onde teve 177 representações até Abril de 1923. A encenação esteve a cargo de Arthur Hopkins tendo Pauline Lord no principal papel.

- 1923: A estreia no West End de Londres ocorreu no Strand Theatre (actual Novello) em 1923. Foi a primeira vez que uma peça O'Neill foi representada no West End. No principal papel esteve Pauline Lord, que já tinha sido a atriz da produção na Broadway. A peça foi muito bem recebida. A Time referiu que, "Em Londres, a primeira noite de Anna Christie de Eugene O'Neill, com Pauline Lord no principal papel, recebeu uma ovação tremenda. Após o primeiro ato a cortina foi subida uma dúzia de vezes durante os aplausos."[2]

- 1955: De acordo com a actriz Ellen Burstyn no filme Marilyn in Manhattan de 1998,[3] Marilyn Monroe representou uma cena de Anna Christie no Actors Studio com Maureen Stapleton. Apelidando a história de "lendária", Burstyn disse que "Todos os que viram dizem que foi não apenas o melhor trabalho que Marilyn alguma fez, como foi das melhores representações alguma vistas no Studio, e certamente a melhor interpretação de Anna Christie que alguém alguma vez viu. Ela... foi de uma grandeza real na cena. " (Segundo alguns biógrafos, Marilyn foi molestada por pais adotivos e exerceu actividade como prostituta.)

- 1977: O Imperial Theatre na Broadway levou a peça à cena em April 1977, dirigida por José Quintero e com cenários de Ben Edwards. Liv Ullmann  representou o papel de Anna, acompanhada de Robert Donley, John Lithgow e Mary McCarty. Liv Ullmann foi nomeada para o Tony Award para Melhor Actriz Actiz. Teve 124 representações.

- 1993: A peça foi reencenada na Broadway em Janeiro de 1993 pela Roundabout Theatre Company no Criterion Center Stage Right. Foi dirigida por David Leveaux fazendo parte do elenco Natasha Richardson, Liam Neeson, Anne Meara e Rip Torn. Ganhou o Tony Award por Best Revival. Neeson and Richardson receberam o Theatre World Award. A produção recebeu o Drama Desk Award for Outstanding Revival e Natasha Richardson o Drama Desk Award for Outstanding Actress in a Play. Teve 54 representações.

- 2011: A peça foi de novo aprfesentada em Londres pela companhia Donmar Warehouse, tendo estado em cena de 4 de Agosto a 8 de Outubro de 2011, sendo actores Ruth Wilson no papel de Anna, Jude Law no de Mat, e David Hayman no de Chris. Foi positivamente recebida pelos críticos, geralmente com uma pontuação de 4 e 5 estrelas, tendo ganho o Olivier Award de 2012 para o "Best Revival".[4][5][6]

## Adaptações

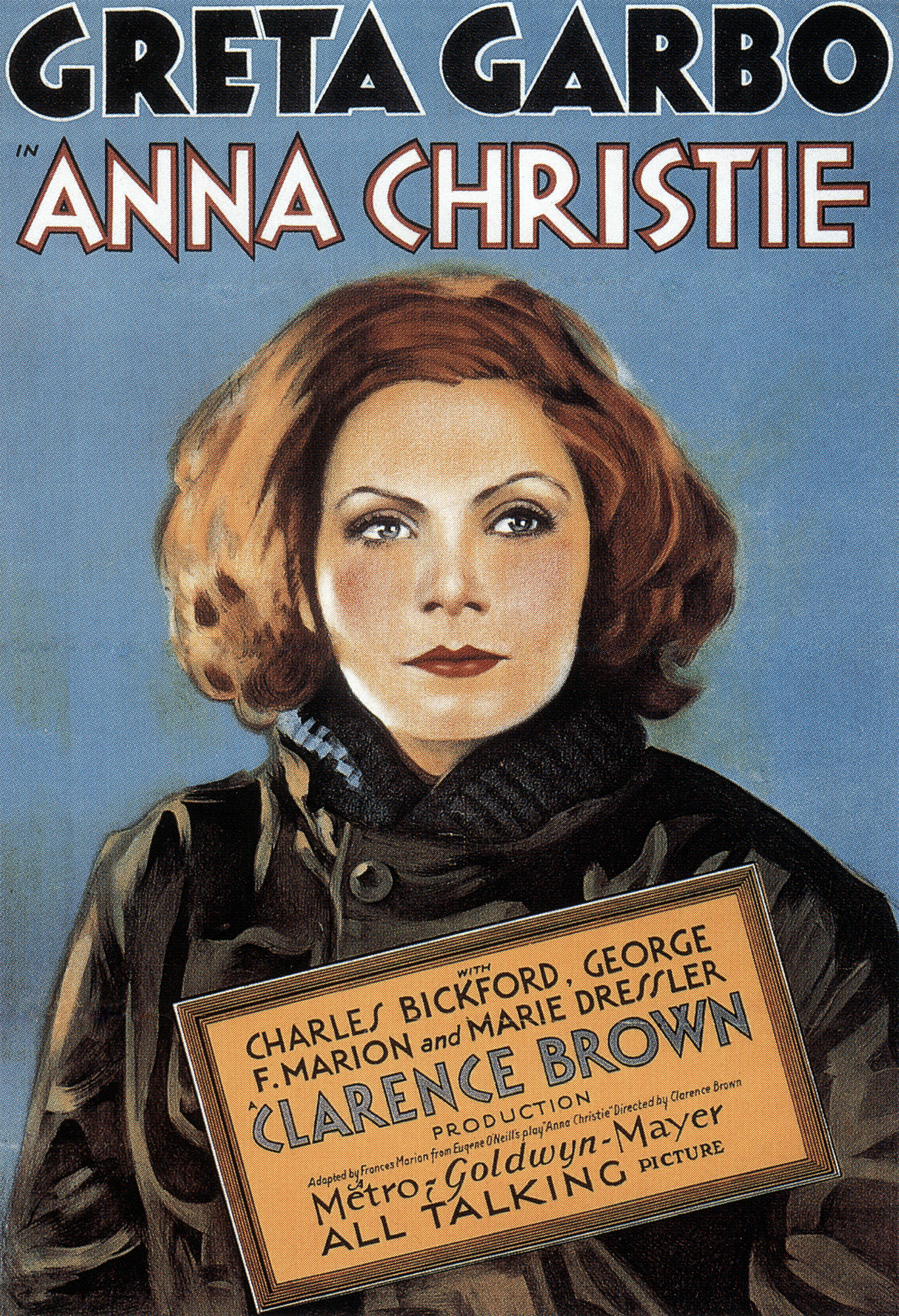
Poster de divulgação do filme Anna Christie com Greta Garbo.

Em 1923 Anna Christie foi adaptada ao cinema no filme com o mesmo título dirigido por John Griffith Wray e Thomas H. Ince, tendo nos principais papéis Blanche Sweet, William Russell, George F. Marion e Eugenie Besserer.
Em 1930 foi lançada uma nova adaptação cinematográfica, dirigida por Clarence Brown e que contava no elenco com Greta Garbo, Charles Bickford, George F. Marion e Marie Dressler. A produção do filme usou como promoção a frase "A Garbo Fala!" ("Garbo Talks!"), dado que foi o seu primeiro filme falado. A primeira frase dela num filme tornou-se na mais famosa: "Dá-me um whisky e ginger ale e não sejas mesquinho, querido." George F. Marion interpretou o papel de pai de Anna na produção original na Broadway e nas duas primeiras adaptações ao cinema.
Ainda em 1930 foi lançada uma versão cinematográfica em alemão dirigido por Jacques Feyder, em que também participou Greta Garbo com Theo Shall, Hans Junkermann e Salka Viertel.
Em 1957 houve na Broadway uma versão musical intitulada New Girl in Town com música de Bob Merrill que esteve em cena quase um ano.
Em 2014, a Ningbo Yong Opera Troupe apresentou uma adaptação operática em chinês intitulada "Andi" no Roberts Theatre, Grinnell, Iowa. 

## Leituras adicionais
- O'Neill, Eugene (1923). Anna Christie: A Play in Four Acts First ed. London: Jonathan Cape. OCLC 252007125